# 永盛县 (芹苴市)
永盛县是越南芹苴市下辖的一个县。面积297.59平方千米，2018年总人口152200人。

## 地理
永盛县东接禿衂郡和红旗县，西接安江省瑞山县，南接坚江省新合县，北接禿衂郡和安江省龙川市。

## 历史
2004年1月2日，禿衂縣以盛安市镇、盛安社、盛禄社、盛贵社、盛美社、盛富社、盛胜社、中兴社1市镇7社和永贞社部分区域析置永盛县；永贞社部分区域改制为永贞社。
2007年1月16日，盛贵社和盛美社析置永盛市镇。
2007年11月6日，盛安社析置盛进社。
2008年12月23日，禿衂縣永平社划归永盛县管辖，中兴社部分区域划归禿衂縣管辖；盛胜社析置盛利社，中兴社部分区域划归盛禄社管辖；盛富社、中兴社划归红旗县管辖。

## 行政区划
永盛县下辖2市镇9社，县莅永盛市镇。
- 永盛市镇（Thị trấn Vĩnh Thạnh）
- 盛安市镇（Thị trấn Thạnh An）
- 盛安社（Xã Thạnh An）
- 盛禄社（Xã Thạnh Lộc）
- 盛利社（Xã Thạnh Lợi）
- 盛美社（Xã Thạnh Mỹ）
- 盛贵社（Xã Thạnh Quới）
- 盛勝社（Xã Thạnh Thắng）
- 盛进社（Xã Thạnh Tiến）
- 永平社（Xã Vĩnh Bình）
- 永贞社（Xã Vĩnh Trinh）